# Бенедикт Гербест
Бенедикт Ге́рбест (бл. 1531, Нове Місто поблизу Добромиля — 4 березня 1598, Ярослав) — польський богослов, педагог, організатор польської школи XVI ст., учитель Львівської гімназії, єзуїтського колегіуму в Ярославі, викладав у Познанському університеті. Брат Йогана (Яна), Станіслава Гербестів. Єзуїт.

## Біографія
Народився у с. Нове Місто (нині Старосамбірський р-н Львівської області, Україна). Справжнє прізвище — Зеліневич, або Зелінський, Зеленович чи Зелевич. За тодішнім звичаєм його златинізували на Гербертус Неаполітанус. Нове Місто з грецької — Неаполіс, тому Гербнеста називали Неаполітанчиком.
Батько Бенедикта — Станіслав, скромний малоземельний міщанин, жив з праці своїх рук. Родина Гербестів мала підтримку впливових шляхтичів Гербуртів, Тарлів, найбільше — Бажих, дідичів Нового Міста.
Здобувши старанне домашнє виховання, зразкову початкову освіту, Бенедикт іде на студії до Кракова. 1550 р. Львівський магістрат обрав Бенедикта ректором міської школи. Він поділив учнів на класи, ввів постійний розклад занять, коли кожного дня вивчали певну науку. Пробув на цій посаді до 1553 р., потім їде до Познані. Багато написав про рідне Нове Місто і його околиці, про що можна дізнатися в бібліотеках Познані та Кракова. 3 роки (до 1558 року) був ректором міської школи у Львові, потім — ректором міської школи при Маріяцькому костелі Кракова (до травня 1559 року). На початку 1559 року став магістром вільних наук Краківської Академії. В жовтні 1574 року керівники ордену єзуїтів казали йому виконувати обов'язки вихователя синів сандомирського воєводи Яна Костки. У 1575—1576 роках працював у Ярославі, з 1578 розвинув контрреформаційну діяльність на Поділлі, Покутті, Люблінщині, Волині (зокрема, під його впливом змінили віросповідання на католицьке кальвіністи подільський воєвода Миколай Мелецький та його дружина Єлизавета з князів Радзивіллів. 1584 року став на чолі місії єзуїтів у Львові, з 1588 року кілька років мав місії на Волині, у 1594 році повернувся до колегіуму в Ярославі. Критично оцінюючи єзуїтів, мав намір вступити до ордену картузів.
Провадив серед православних пропаганду унії з Римом. З ним полемізував Герасим Смотрицький. Разом з Григорієм Самборчиком, який на початку червня 1562 року взяв відпустку, поїхав до Познані, щоб працювати з ним на запрошення познанського єпископа РКЦ Анджея Чарнковського викладачами Колегії Любранського Хвалив львівського старосту Петра Бажого..
Одним з його вихованців був майбутній примас Польщі Бернард Мацєйовський. Під його впливом з православ'я на католицтво першим в роді Семашків перейшов Олександр Семашко.
Автор кількох природничих праць, таких як «Компут» чи «Лінійна арифметика». Гербест використовує термін computus (дослівно «розрахунок, обчислення») у двох значеннях: як «наука про вимірювання часу» і на позначення результатів цього вимірювання, тобто «календар». Також він визначає computus як мистецтво лічби часу. Наводячи перелік чисел кожного місяця року, Гербест робить навпроти них позначки у п'ять стовпчиків. Підписи цих стовпчиків у таблиці: 1) «Dies mensis — дні місяця», 2) «Literae dom[us] — літери дому», 3) «Cyclus Decemn[?] — Цикл десятковий», 4) «Cal[endae] Nonae Idus — Календи, нони, іди», 5) «Syllabae Cal[endae] — склади календ», 6) «Festa Sanct[a] — святі свята». Після таблиць для кожного місяця року вміщена таблиця років (від 1559 до 1600-го) під заголовком «Приклад того, що в підрахунках обчислюється», вона поділена на десять колонок.